# Sideslip

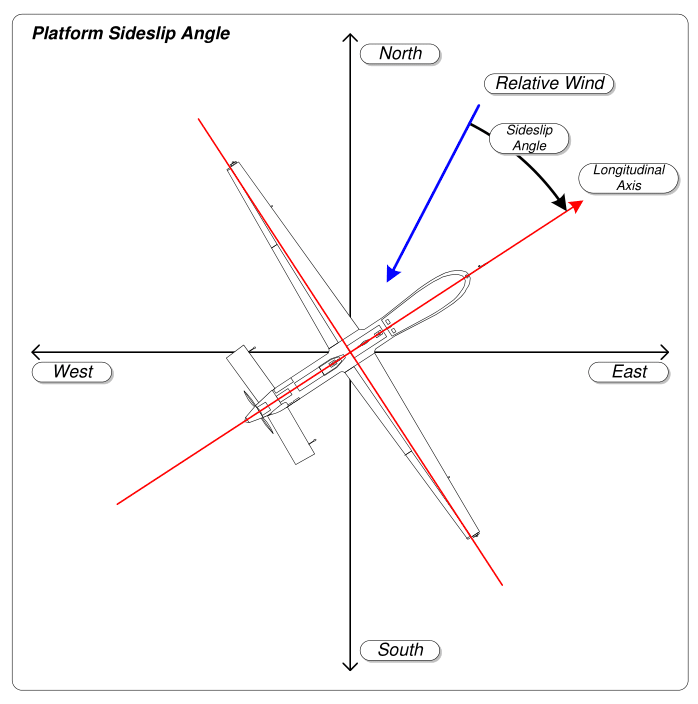
Vinkel för sideslip.

Sideslip är en flygmanöver avsedd för glidflygplan och små propellerflygplan. Det innebär att ställa roder på stabilisatorn och skevroder i motsatt håll mot varandra och därmed tvinga in flygplanet i en 45-graders y-vinkel. Detta gör flygkroppen till en stor broms och är ett mycket effektivt sätt att snabbt förlora höjd. Det finns dock exempel på när sideslip har använts i nödsituationer vid kommersiellt jetflyg, bland annat av Robert Piché, Carlos Dardano och Bob Pearson vid nödlandningarna av Air Transat Flight 236 (Airbus A330), Taca Airlines Flight 110 (Boeing 737) och Air Canada Flight 143 (Boeing 767).
Den vanligaste situationen när en pilot medvetet går in i en sideslipmanöver är just vid landning, och ofta när motorkraften är låg eller obefintlig.